# 王艮 (建文進士)
王艮（14世纪—1402年），字敬止，江西吉水縣人，明朝政治人物。建文二年庚辰科榜眼，靖難之變後自鴆殉國，南明弘光帝追谥文节。

## 生平
建文元年（1399年）己卯科江西鄉試第一名舉人。建德二年（1400年）會試聯捷，與同鄉胡廣參與殿試，本由王艮奪魁，因艮貌醜，不為建文帝所喜，被黜為一甲第二名。建文帝又擇胡廣以為狀元，賜名胡靖。
授翰林院修撰，参与编修《明太祖实录》及《类要》等书，且经常上书谈论时政。
靖難之變，燕王朱棣大軍逼近應天府。艮与妻子訣別道：“食人之禄者，死人之事。吾不可复生矣。當時王艮與胡靖、解縉、吳溥比鄰而居。城陷前日，四人聚於吳溥家中，解縉陳說大義，胡靖亦慷慨激憤，唯獨王艮流淚不言。三人告辭後，吳溥之子吳與弼稱讚胡靖意欲殉死，但吳溥指出，只有王艮真有此決心。話音未落，聽到胡靖大聲對家人喊叫：「外面很喧鬧，小心看好豬啊。」吳溥說：「連一隻豬都捨不得，難道捨得生命嗎？」不久聽到王艮全家哭泣，原來王艮已經服毒自殺。不久，胡靖、解縉則果然迎附朱棣。王艮同年探花李貫也依附朱棣，之後被解縉所累入獄，死前歎曰：「吾愧王敬止矣。」